# Russule rouge
Espèce
Synonymes
- Agaricus ruber (Lam.) Fr.[1]
- Agaricus rubrus (misspelling)[1]
- Amanita rubra Lam.[1]
- Russula rubra f. poliopus Romagn.[1]
- Russula rubra var. hymenocystidiata Atri & Kour[1]

La Russule rouge, Russula rubra est une espèce de champignons de la famille des Russulaceae.